# مارک شودیم
مارِک شودیم (لهستانی: Marek Siudym؛ زادهٔ ۲۴ اکتبر ۱۹۴۸) بازیگر اهل لهستان است.
از فیلم‌ها یا مجموعه‌های تلویزیونی که وی در آن‌ها نقش داشته‌است، می‌توان به کونوپیلکا، گوش آقای رئیس، دوران پیمان‌شکنی، رانندگان جایگزین، تاج پادشاهان، المپیک ۴۰، خدایان، پزشکان، رنگ‌های خوشبختی، عشق اول، قانون حقیقی، پدر متیو، کارآگاهان جنایی، در خوشی و سختی، اجاره‌نشین‌ها و تدی خرسه اشاره نمود.